# 神奈川いすゞ自動車
神奈川いすゞ自動車株式会社（かながわいすずじどうしゃ）は、かつて存在したいすゞ自動車の販売会社。神奈川運輸支局管轄区域を販売エリアとし、神奈川県横浜市保土ケ谷区に本社を置いていた。いすゞネットワーク（現・いすゞ自動車販売）の100%子会社であった。

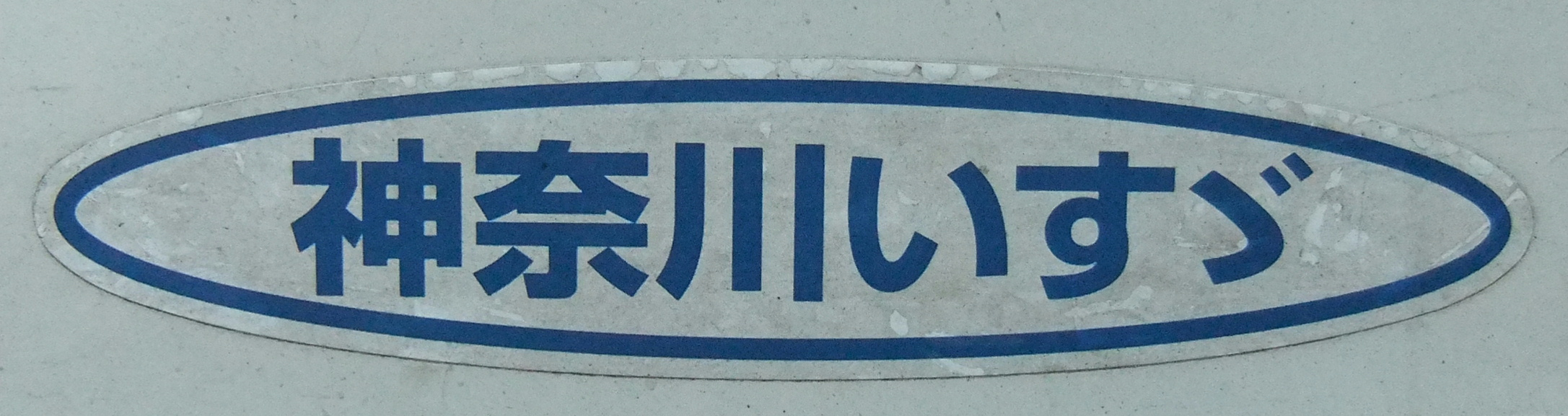
神奈川いすゞで販売された車両に貼付されるステッカー

## 沿革
- 1953年（昭和28年）11月 - 当社前身の英和自動車株式会社を設立。
- 1959年（昭和34年）9月 - 商号を横浜いすゞモーター株式会社に変更。
- 1984年（昭和59年）1月 - 商号を東部いすゞ自動車販売株式会社に変更。同時に、横浜いすゞモーター株式会社と湘南いすゞモーター株式会社を設立。
- 1995年（平成7年）- 横浜いすゞモーター及び東日本いすゞ自動車より営業権を譲受し、いすゞモーター神奈川株式会社に商号を変更。
- 1999年（平成11年）4月 - 神奈川いすゞ自動車を吸収合併し、商号を（新）神奈川いすゞ自動車株式会社に変更。
- 2011年（平成23年）10月1日 - 東京いすゞ自動車及び山梨いすゞ自動車と統合し、いすゞ自動車首都圏株式会社となる。

## 事業所所在地
- 本社 - 横浜市保土ケ谷区権太坂
- 横浜事業部 - 横浜市保土ケ谷区権太坂
- 川崎事業部 - 川崎市川崎区大師河原
- 港北事業部 - 横浜市都筑区池辺町
- 金沢事業部 - 横浜市金沢区幸浦
- 相模原事業部 - 相模原市中央区田名塩田
- 厚木事業部 - 厚木市妻田北
- 厚木事業部（綾瀬） - 綾瀬市小園
- 湘南事業部 - 茅ヶ崎市萩園字走内
- 小田原事業部 - 小田原市桑原
- 川崎サービスセンター - 川崎市川崎区大師河原
- 港北サービスセンター
- 横浜サービスセンター - 横浜市保土ケ谷区権太坂
- 金沢サービスセンター - 横浜市金沢区幸浦
- 相模原サービスセンター - 相模原市中央区田名塩田
- 厚木サービスセンター - 厚木市妻田北
- 湘南サービスセンター - 茅ヶ崎市萩園字走内
- 小田原サービスセンター - 小田原市桑原

- 本牧工場 - 横浜市中区かもめ町
- 横須賀工場 - 横須賀市根岸町
- 綾瀬工場 - 綾瀬市小園